# Lynde
 Lynde là một xã ở tỉnh Nord ở miền bắc nước Pháp. Xã này có diện tích 9,07 km², dân số năm 1999 là 591 người. Xã nằm ở khu vực có độ cao trung bình 61 mét trên mực nước biển. Cự ly 10 km (6,2 mi) về phía tây Hazebrouck.